# ناحیه آدکار
دائرة آدکار (به عربی: دائرة آدکار) یک سکونتگاه مسکونی در الجزایر است که در استان بجایه واقع شده‌است.